# The Honky Tonk Man
Roy Wayne Farris (nascido em 25 de Janeiro de 1953) é um lutador de wrestling profissional estadunidense, mais conhecido pelo seu ring name The Honky Tonk Man. Atualmente, ele trabalha em um circuito independente, tendo estado antes a atuar pela World Championship Wrestling e mais notavelmente pela World Wrestling Federation, onde ele é considerado por muitos como "o grande campeão Intercontinental de todos os tempos", tendo a possuir um reinado de 64 semanas. Ele é também primo de Jerry "The King" Lawler e segundo tio de Brian Lawler.

## Carreira no wrestling
- Treinamento em Circuitos independentes (1978-1986)
- World Wrestling Federation (1986-1991, 1997-1998, 2001)
- World Championship Wrestling (1994)
- Circuitos independentes (2000, 2001-2008)